# Швейцария на «Евровидении-1963»
Швейцария приняла участие в «Евровидении 1963», проходившем в Лондоне, Великобритания. Страну представила Эстер Офарим с песней «T’en va pas», выступившая под номером 10. В этом году страна заняла второе место, получив 40 баллов. Комментаторами конкурса от Швейцарии в этом году стали Теодор Халлер (TV DRS), Жорж Арди (TSR) и Ренато Тальяни (TSI), а глашатаем — Александр Бургер.
Эстер Офарим выступила в сопровождении оркестра под руководством Эрика Робинсона.

## Национальный отбор
| Номер | Артист         | Песня                            | Место |
| ----- | -------------- | -------------------------------- | ----- |
| 1     | Анита Траверси | «Komme mit mir»                  | —     |
| 2     | Jo Roland      | «Mon petit bolero»               | —     |
| 3     | Анита Траверси | «Voglio vivere»                  | —     |
| 4     | Эстер Офарим   | «T’en va pas»                    | 1-е   |
| 5     | Анита Траверси | «La più bella canzone del mondo» | —     |
| 6     | Вилли Шмид     | «Einmal in Mexico»               | —     |

Финал национального отбора состоялся 9 февраля 1963 года в телестудии TSR в Женеве. Ведущими конкурса были Хайди Кабель, Маския Кантони и Клод Эвелин. Победу одержала Эстер Офарим с песней «T’en va pas», выбранная жюри из 27 человек. В отборе также принимала участие Анита Траверси, представительница Швейцарии в 1960 году.

## Страны, отдавшие баллы Швейцарии
Каждая страна присуждала от 1 до 5 баллов пяти наиболее понравившимся песням.
| Отдали Швейцарии…             | Отдали Швейцарии…                     | Отдали Швейцарии… | Отдали Швейцарии… |
| 5 баллов                      | 4 балла                               | 3 балла           | 1 балл            |
| ----------------------------- | ------------------------------------- | ----------------- | ----------------- |
| Австрия Великобритания Италия | Дания Монако Бельгия Испания Германия | Люксембург        | Швеция Норвегия   |

## Страны, получившие баллы от Швейцарии
| 5 баллов | Италия     |
| 4 балла  | Франция    |
| 3 балла  | Дания      |
| 2 балла  | Люксембург |
| 1 балл   | Монако     |